# انترونکامنتو
انترونکامنتو (Entroncamento) یکی از شهرهای کشور پرتغال واقع در استان سانتارم است.
جمعیت آن ۲۰٬۰۶۵ نفر است و دارای دو ناحیه کلیسایی است.
تعطیلات شهری آن ۲۴ نوامبر است.

## ناحیه‌های کلیسایی
- تعمیدگران یوحنای مقدس (São João Baptista)
- بانوی ما از فاتیما (Nossa Senhora de Fátima)